# Neritos sorex
Neritos sorex là một loài bướm đêm thuộc phân họ Arctiinae, họ Erebidae.